# Joop van den Ende

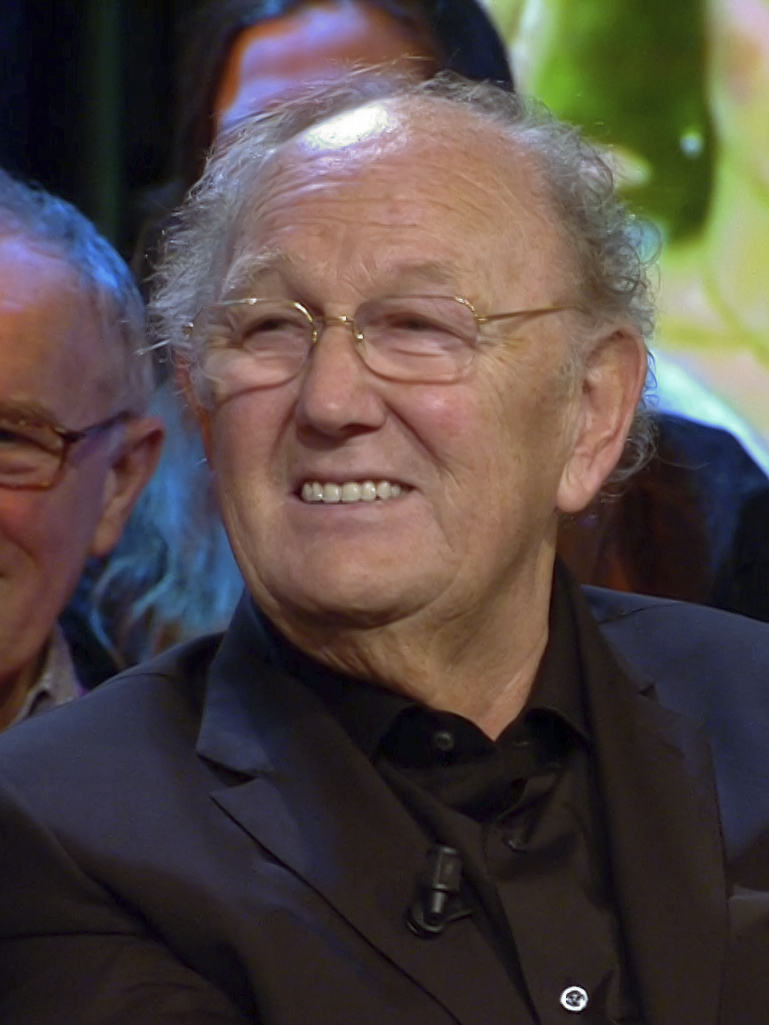
Joop van den Ende, 2018

Joop van den Ende (* 23. Februar 1942 in Amsterdam, Niederlande) ist ein Musical-,  Theater- und Filmproduzent.

## Leben und Wirken
Joop van den Ende wuchs in einer Arbeiterfamilie in Amsterdam auf. Nach Abschluss der Ambachtsschool (Berufsschule) arbeitete er ein Jahr im Bauhandwerk und begann dann eine Ausbildung als Bühnenbildner an der Niederländischen Oper. Mit dem Amsterdamer Jugendtheater gründete er seine eigene Kabarett-Gruppe. Nach dem Armeedienst wurde er Schauspieler. Nach einigen Jahren als Darsteller beschloss er Produzent zu werden.

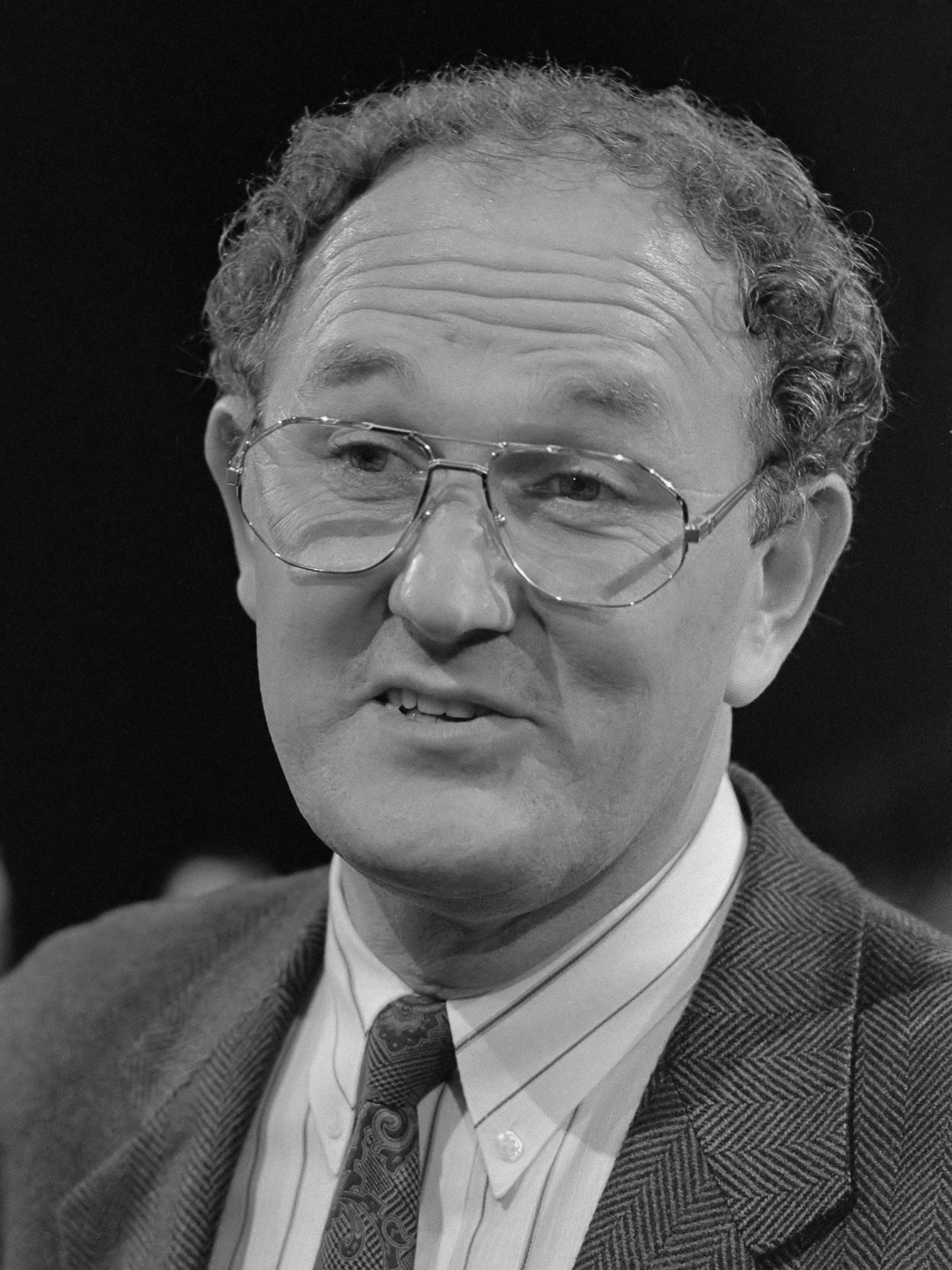
van den Ende, 1988

1969 begann er seine Karriere als unabhängiger Theater- und Fernsehproduzent. Ende 1975 war der erste Meilenstein die Produktion der holländischen Version des französischen Stückes Cyrano de Bergerac. Hinzu kamen: Sweet Charity, Les Misérables, Das Phantom der Oper, My Fair Lady, Evita, Miss Saigon, West Side Story, Chicago und Elisabeth.
1980 produzierte er Paul Verhoevens Film Spetters, nachdem dessen Stammproduzent Rob Houwer das Projekt verlassen hatte.
1993 entstand Endemol Entertainment aus einer Fusion zwischen Van den Ende und John de Mol. Das Unternehmen ging 1996 an die Börse und wurde 2000 von der spanischen Telekommunikationsgesellschaft Telefónica gekauft.
Zuvor hatte er 1998 den Produktionsbereich für Live Entertainment innerhalb der Endemol gekauft und die Firma Stage Entertainment gegründet, die Theater und Musicals in Europa und den USA in derzeit elf Theatern in Deutschland (durch die Ausgründung Stage Entertainment Germany), je einem in Moskau, Paris, London, Barcelona und Mailand, in zwei Theatern in Madrid und drei in den Niederlanden produziert. Auch in New York ist Stage mit einem Theaterkomplex Off Broadway mit fünf Bühnen vertreten.
Zusammen mit seiner Frau Janine gründet er 2001 einen der größten niederländischen Privatfonds, die VandenEnde Foundation, der landesweit zahlreiche Kultur- und Bildungsprojekte fördert und ins Leben ruft. Im Jahr 2003 gründete van den Ende in der Hamburger Speicherstadt die Berufsfachschule Joop van den Ende Academy, die eine dreijährige Ausbildung zum Musicaldarsteller bot.
Nachdem van den Ende nach finanziellen Misserfolgen mit Stage Entertainment ein Defizit von 19 Millionen Euro trug, verkaufte er 2015 60 Prozent von Stage Entertainment an den Luxemburger Finanzinvestor CVC Capital Partners. Die neuen Mehrheitseigner schlossen im Rahmen von Kosteneinsparungen 2016 die Berufsfachschule Joop van den Ende Academy.

## Broadway-Produktionen
1. Cyrano – 21. November 1993 – 20. März 1994
2. Hamlet – 2. Mai 1995 – 22. Juli 1995
3. Victor / Victoria – 25. Oktober 1995 – 27. Juli 1997
4. Once Upon a Mattress – 19. Dezember 1996 – 1. Juni 1997
5. Mandy Patinkin in Concert – 1. März 1997 – 23. März 1997
6. Titanic[5] – 23. April 1997 – 21. März 1999
7. 1776 – 14. August 1997 – 14. Juni 1998
8. Mandy Patinkin in Concert: "Mamaloshen" – 13. Oktober 1998 – 7. November 1998
9. Footloose – 22. Oktober 1998 – 2. Juli 2000
10. 42nd Street – 2. Mai 2001
11. Into the Woods – 30. April 2002 – 29. Dezember 2002
12. Dracula – 19. August 2004
13. Sister Act[1] – 24. März 2011
14. Rocky – 2013[1]

## Auszeichnungen
- 2005 Biermann-Ratjen-Medaille für seine künstlerischen Verdienste um das Musik- und Theaterleben in der Stadt Hamburg
- 2015 Gustaf-Gründgens-Preis
- 2019 Deutscher Musical Theater Preis als Ehrenpreis für seine Verdienste um das deutschsprachige Musical

Ehrendoktor der Erasmus-Universität Rotterdam und der Wirtschaftsuniversität Nyenrode